# Обновљиви извори енергије у Србији
Примена обновљивих извора енергије у Свету у последњих пола века непрекидно расте. Сваког дана негде у свету (највише у Европи, Северној Америци, Аустралији и на далеком Истоку) се постави нова ветрењача или соларни панел. Србија се налази при средини лествице развоја обновљиве енергије у односу на остатак света.

## Историјат развоја
Обновљива енерија се од давнинина користи за добијање механичке енергије (најстарије ветрењаче пронађене су у Персији и датирају из 600. године п. н. е), али се за значајније разматрање узима трансформација обновљиве енергије у електричну. Најзначајннији извор енергије у претходном веку била је хидроенергија.
Прекретницу у развоју обновљиве енергије представља енергетска криза која се десила 1973. и када се увидела исцрпност конвенционалнних извора енергије (првенствено фосилна горива), и схватила потреба за развојем коришћења обновљиве енергије.

## Врсте и коришћење

### Хидро енергија
Прва хидроелектрана у Србији отворена је 1900. године на реци Градац, код Ваљева. Та хидроелектрана отворена је само 9 година након првог објекта ове врсте на свету-Амисове хидроцентрале у Колораду и пет година након историјске хидроцентрале на Нијагариним водопадима. Ова хидроцентрала Србију ставља у ред неапреднијих земаља света по питању коришћења хидро енергије. Тај тренд се наставља отварањем бројних централа (Ђердап 1, Ђердап 2, Увац, Кокин Брод, Овчар Бања...) ток 20. века и траје до распада Југославије када улази у период стагнације који траје до данас.
Данас хидроелектране производе годишње око 9.180 GWh (2011. година), што је око 25,5% укупне годишње производње електричне енергије. Њихова инсталисана снага износи 2831 MW, што је 34% од укупних инсталисаних електроенергетских потенцијала за производњу струје. Производња варира од хидролошке ситуације и у 2011. години је била мања 26,4% него претходне године.
На Дрини код Љубовије су планиране још две хидроелектране, „Тегаре“ и „Мала Дубравица“, укупне снаге око 300 MW и још дванаест минихидроелектрана на притокама Дрине, Љубовиђи, Цапарићској и Грачаничкој реци.

### Енергија ветра
Енергија ветра је једна од најбрже обновљивих извора енергје. Третира се као посебан облик сунчеве енергије зато што настаје неравномерном акумулацијом Сунчеве енергије у атмосфери.
Србија, упркос великом потенцијалу, нема развијен систем за искоришћење енергије ветра. Сматра се да се енергијом ветра може генерисати до 15 GW, што је знатно више од тренутног енергетског дефицита. Посебно изражен потенцијал имају предели у околини реке Дунав, планине Источне Србије и источни делови Копаоника.

### Сунчева енергија
Земља у једном сату прими више енергије од Сунца него што човечанство потроши за годину дана. Директно прикупљање сунчеве енергије врши се помоћу:
- фотонапонских ћелија за добијање електричне енергије
- соларних колектора за грејање воде
- огледала за фокусирање сунчеве светлости[4]

Развој соларне технике у Србији почео је седамдесетих година прошлог века, и даанас се изучава у Институту Винча, ПМФ-у у Нишу, ЕТФ-у у Београду и Техничком факутету у Зрењанину. Међутим, осим спорадичних огледих примена, значајних тржишних резлтата нема. Основни разлог, поред међународне изолације и братоубилачких ратова, је ниска цена електричне енергије.
Тржишна прилика за соларну енергију у блиској будућности показују се у: саобраћајној сигнализацији, телекомуникацијама, осветљавању јавних поврњина и објеката (школе, игралишта, цркве..).

### Геотермлана енергија
Геотермална енергија представља топлотну енергију преношену флудима из унутрашњости Земље на њену површину. Потенцијал геотермалне енергије се изражава количином геотермалне топоте која у јединици површине (W/m^2). Европски просек иѕноси 60 W/m^2, док је просечна вредност у Србији 100 W/m^2.
Истраживање геотермалне енергије у Војводини спроводи НИС (Нафтна Индустрија Србије), паралелно са истраживањем нафтних бушотина. Тренутно се 24 бушотине (од 110 испитаних) може користити за коришћење геотермалне енергије. Те бушотине остварују енергетску замену у исносу од 6000 тен (тона еквивалентне нафте), а то се процењује на 9% укупног потенцијала.